# Пхетбури
Пхетбу́ри, Петбури (тайск. เพชรบุรี) — город на западе Таиланда, административный центр одноимённой провинции.

## Географическое положение
Город находится в северо-восточной части провинции, на берегах одноимённой реки, вблизи побережья Сиамского залива, на расстоянии приблизительно 70 километров к юго-западу от столицы страны Бангкока. Абсолютная высота — четыре метра над уровнем моря. В окрестностях много пещер.

## Население
По данным переписи 2000 года численность населения города составляла 40 259 человек.

## Экономика и транспорт
Основными продуктами городского экспорта являются рис, кокосовые орехи, дыни и пальмовый сахар. Сообщение Пхетбури с другими городами осуществляется посредством железнодорожного и автомобильного транспорта. Ближайший аэропорт расположен в городе Хуахин.

## Достопримечательности
Главной достопримечательностью города является, построенный в 1859 году по приказу короля Рамы IV, архитектурный комплекс Пхра Накхон Кхири, который также известен как Кхао Ванг — «дворец на горе».